# اپسین بینایی مهره‌داران

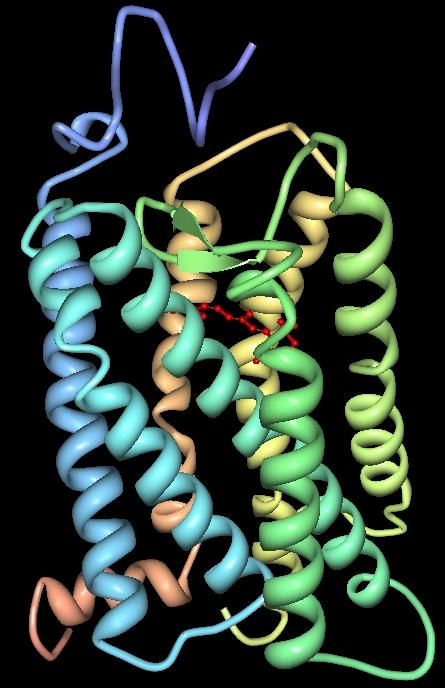
ساختار سه بعدی رودوپسین گاوی. هفت حوزه گذرنده در رنگ‌های مختلف نشان داده شده‌اند. کروموفور شبکیه با رنگ قرمز نشان داده شده است.

اپسین‌های بینایی مهره‌داران زیرمجموعه‌ای از اپسین‌های مژگانی هستند و بینایی را در مهره‌داران واسطه می‌کنند. آنها شامل اپسین‌های موجود در سلول‌های میله‌ای و مخروطی انسان هستند. آنها اغلب به اختصار اُپسین خوانده می‌شوند، زیرا آنها نخستین اپسین‌های کشف‌شده بودند و هنوز هم گسترده‌ترین اپسین‌های مورد مطالعه هستند.

طیف جذب عادی سه فتوپسین انسانی و رودوپسین انسانی (خط‌چین). ترسیم‌شده پس از Bowmaker and Dartnall (1980). (منحنی‌های جذب مستقیماً طیف‌های حساسیت را منعکس نمی‌کنند)

## تاریخچه
جورج والد در سال ۱۹۶۷ جایزه نوبل فیزیولوژی یا پزشکی را برای آزمایش‌هایش در دهه ۱۹۵۰ دریافت کرد که تفاوت جذب این فتوپسین‌ها را نشان داد (تصویر را ببینید).

## زیردسته‌ها
دو دسته از اپسین بینایی مهره‌داران وجود دارد که با توجه به اینکه آیا آن‌ها در گیرنده‌های نوری میله‌ای یا مخروطی بیان می‌شوند، متمایز می‌شوند.

### اپسین‌های مخروطی
اپسین‌هایی که در سلول‌های مخروطی بیان می‌شوند، اپسین‌های مخروطی نامیده می‌شوند. اپسین‌های مخروطی در صورت عدم اتصال به شبکیه فتوپسین و در صورت اتصال به شبکیه یودوپسین نامیده می‌شوند. اپسین‌های مخروطی بینایی فتوپیک (نور روزانه) را واسطه می‌کنند. اپسین‌های مخروطی بر اساس حساسیت طیفی یدوپسین آنها، یعنی طول موجی که در آن بیشترین جذب نور دیده می‌شود (λmax) تقسیم‌بندی می‌شوند.
| نام                   | Abbr. | سلول  | max λ (nm) | نوع انسانی                                                             |
| --------------------- | ----- | ----- | ---------- | ---------------------------------------------------------------------- |
| حساس به امواج بلند    | LWS   | مخروط | ۵۰۰–۵۷۰    | OPN1LW اریترولاب «قرمز» (۵۶۴ نانومتر) کلرولاب سبز OPN1MW (534 نانومتر) |
| حساس به امواج کوتاه ۱ | SWS1  | مخروط | ۳۵۵–۴۴۵    | سیانولاب «آبی» OPN1SW (420 نانومتر) (منقرض شده در تک ترم‌ها)            |
| حساس به امواج کوتاه ۲ | SWS2  | مخروط | ۴۰۰–۴۷۰    | (منقرض شده در پستانداران تریان)                                        |
| شبیه رودوپسین ۲       | Rh2   | مخروط | ۴۸۰–۵۳۰    | (انقراض در پستانداران)                                                 |

### اپسین‌های میله‌ای
اپسین‌های بیان‌شده در سلول‌های میله‌ای را اپسین میله‌ای می‌نامند. اپسین‌های میله‌ای در صورت عدم اتصال به شبکیه اسکوتوپسین و در صورت اتصال به رتینال رودوپسین یا پورفیروپسین نامیده می‌شوند (به ترتیب ۱ و ۲). اپسین‌های میله‌ای واسطه بینایی اسکوپیک (نور کم) است. در مقایسه با اپسین‌های مخروطی، حساسیت طیفی رودوپسین کاملاً پایدار است و در هیچ مهره‌داری از ۵۰۰ نانومتر منحرف نمی‌شود.
| نام        | Abbr. | سلول | max λ (nm)                        | نوع انسانی                        |
| ---------- | ----- | ---- | --------------------------------- | --------------------------------- |
| اسکوتوپسین | Rh1   | راد  | رودوپسین: ~ 500 پورفیروپسین: ~522 | رودوپسین انسانی RHO (498 نانومتر) |